# Список премьер-министров Нью-Брансуика
Премьер-министр Нью-Брансуика (англ. Premier of New Brunswick, фр. Premier ministre du Nouveau-Brunswick) — глава правительства Нью-Брансуика, одной из приморских провинций Канады. Премьер-министром как правило становится лидер партии, получившей наибольшее количество мандатов в Законодательном собрании Нью-Брансуика (хотя парламентская традиция предоставляет лидеру партии, находившейся у власти перед выборами, право первым попытаться сформировать кабинет). Первые премьер-министры (до Канадской конфедерации) избирались гражданами исходя из общих предочтений, но после 1867 года в провинциальной политике фактически утвердилась двухпартийная система, при которой все премьер-министры представляли либо Либеральную, либо Консервативную (или Прогрессивно-консервативную) партию. Политический баланс в Нью-Брансуике характеризуется долгими периодами доминирования партий — так, с 1883 по 1908 год пост премьер-министра поочерёдно занимали 6 либералов. Хотя начиная с 1982 года в Законодательном собрании представлена также Новая демократическая партия, ей ещё не удавалось сформировать правящий кабинет.

## Премьер-министры Нью-Брансуика
| Легенда                             |
| ----------------------------------- |
| Консервативная партия               |
| Либеральная партия                  |
| Беспартийный                        |
| Ныне живущий бывший премьер-министр |
| Действующий премьер-министр         |

| Премьер-министр (партия)                             | Премьер-министр (партия)                          | Премьер-министр (партия)                                            | Период                                            |
| Премьер-министры колонии Нью-Брансуик (1854—1867)    | Премьер-министры колонии Нью-Брансуик (1854—1867) | Премьер-министры колонии Нью-Брансуик (1854—1867)                   | Премьер-министры колонии Нью-Брансуик (1854—1867) |
| ---------------------------------------------------- | ------------------------------------------------- | ------------------------------------------------------------------- | ------------------------------------------------- |
|                                                      | 1                                                 | Чарльз Фишер (1808—1880) (Реформистская партия)                     | 1 ноября 1854 май 1856                            |
|                                                      | 2                                                 | Джон Гамильтон Грей (1814—1889) (Либерально-консервативная партия)  | 21 июня 1856 июнь 1857                            |
|                                                      | 3                                                 | Чарльз Фишер (2-й срок) (Реформистская партия)                      | 1 июня 1857 19 марта 1861                         |
|                                                      | 4                                                 | Сэмюэл Леонард Тилли (1818—1896) (Либерально-консервативная партия) | 19 марта 1861 март 1865                           |
|                                                      | 5                                                 | Альберт Джеймс Смит (1822—1883) (независимый антиконфедерат)        | 21 сентября 1865 14 апреля 1866                   |
|                                                      | 6                                                 | Питер Митчелл (1824—1899) (Либерально-консервативная партия)        | Апрель 1866 август 1867                           |
| Премьер-министры провинции Нью-Брансуик (1867-н. в.) |                                                   |                                                                     |                                                   |
|                                                      | 1                                                 | Эндрю Уэтмор (1820—1892) (Консервативная партия — Конфедерация)     | 16 августа 1867 25 мая 1870                       |
|                                                      | 2                                                 | Джордж Эдвин Кинг (1839—1901) (Либеральная партия)                  | 9 июня 1870 21 февраля 1871                       |
|                                                      | 3                                                 | Джордж Хатауэй (1813—1872) (Либеральная партия)                     | 22 февраля 1871 5 июля 1872                       |
|                                                      | 4                                                 | Джордж Эдвин Кинг (2-й срок) (Либеральная партия)                   | 5 июля 1872 3 мая 1878                            |
|                                                      | 5                                                 | Джон Джеймс Фрейзер (1829—1896) (Консервативная партия)             | Июнь 1878 25 мая 1882                             |
|                                                      | 6                                                 | Дэниел Ханингтон (1835—1909) (Консервативная партия)                | 25 мая 1882 февраль 1883                          |
|                                                      | 7                                                 | Эндрю Блэр (1844—1907) (Либеральная партия)                         | 3 марта 1883 17 июля 1896                         |
|                                                      | 8                                                 | Джеймс Митчелл (1843—1897) (Либеральная партия)                     | 17 июля 1896 29 октября 1897                      |
|                                                      | 9                                                 | Генри Эммерсон (1853—1914) (Либеральная партия)                     | 29 октября 1897 31 августа 1900                   |
|                                                      | 10                                                | Лемюэль Туиди (1849—1917) (Либеральная партия)                      | 1 сентября 1900 2 марта 1907                      |
|                                                      | 11                                                | Уильям Пагсли (1850—1925) (Либеральная партия)                      | 6 марта 1907 31 мая 1907                          |
|                                                      | 12                                                | Клиффорд Уильям Робинсон (1866—1947) (Либеральная партия)           | 31 мая 1907 20 марта 1908                         |
|                                                      | 13                                                | Джон Дуглас Хейзен (1860—1937) (Консервативная партия)              | 24 марта 1908 10 октября 1911                     |
|                                                      | 14                                                | Джеймс Кидд Флемминг (1868—1927) (Консервативная партия)            | 16 октября 1911 6 декабря 1914                    |
|                                                      | 15                                                | Джордж Джонсон Кларк (1857—1917) (Консервативная партия)            | 6 декабря 1914 1 февраля 1917                     |
|                                                      | 16                                                | Джеймс Александр Маррей (1864—1960) (Консервативная партия)         | 1 февраля 1917 4 апреля 1917                      |
|                                                      | 17                                                | Уолтер Эдвард Фостер (1873—1947) (Либеральная партия)               | 4 апреля 1917 1 февраля 1923                      |
|                                                      | 18                                                | Пьер Веньо (1863—1936) (Либеральная партия)                         | 28 февраля 1923 10 сентября 1925                  |
|                                                      | 19                                                | Джон Б. М. Бакстер (1868—1946) (Консервативная партия)              | 14 сентября 1925 19 мая 1931                      |
|                                                      | 20                                                | Чарльз Доу Ричардс (1879—1956) (Консервативная партия)              | 18 мая 1931 2 июня 1933                           |
|                                                      | 21                                                | Леонард Тилли (1870—1947) (Консервативная партия)                   | 1 июня 1933 12 июля 1935                          |
|                                                      | 22                                                | Эллисон Дайсарт (1880—1962) (Либеральная партия)                    | 16 июля 1935 13 марта 1940                        |
|                                                      | 23                                                | Джон Макнейр (1889—1968) (Либеральная партия)                       | 13 марта 1940 7 октября 1952                      |
|                                                      | 24                                                | Хью Джон Флемминг (1899—1982) (Прогрессивно-консервативная партия)  | 8 октября 1952 11 июля 1960                       |
|                                                      | 25                                                | Луи Жозеф Робишо (1925—2005) (Либеральная партия)                   | 12 июля 1960 11 ноября 1970                       |
|                                                      | 26                                                | Ричард Хатфилд (1931—1991) (Прогрессивно-консервативная партия)     | 12 ноября 1970 12 октября 1987                    |
|                                                      | 27                                                | Фрэнк Маккенна (род. 1948) (Либеральная партия)                     | 27 октября 1987 13 октября 1997                   |
|                                                      | 28                                                | Жозеф Раймон Френетт (1935—2018) (Либеральная партия)               | 14 октября 1997 14 мая 1998                       |
|                                                      | 29                                                | Камиль Терьо (род. 1955) (Либеральная партия)                       | 14 мая 1998 21 июня 1999                          |
|                                                      | 30                                                | Бернард Лорд (род. 1965) (Прогрессивно-консервативная партия)       | 21 июня 1999 3 октября 2006                       |
|                                                      | 31                                                | Шон Грэм (род. 1968) (Либеральная партия)                           | 3 октября 2006 12 октября 2010                    |
|                                                      | 32                                                | Дэвид Олуорд (род. 1959) (Консервативная партия)                    | 12 октября 2010 7 октября 2014                    |
|                                                      | 33                                                | Бриан Галлан (род. 1982) (Либеральная партия)                       | 7 октября 2014 9 ноября 2018                      |
|                                                      | 34                                                | Блейн Хиггс (род. 1954) (Консервативная партия)                     | 9 ноября 2018 2 ноября 2024                       |
|                                                      | 35                                                | Сьюзен Холт (род. 1977) (Либеральная партия)                        | 2 ноября 2024 н. в.                               |